# Mary Shelley's Frankenhole
Mary Shelley's Frankenhole è una serie televisiva animata statunitense del 2010, creata da Dino Stamatopoulos.
Basata sul romanzo Frankenstein di Mary Shelley, la serie è incentrata sullo scienziato pazzo Dr. Victor Frankenstein che, dopo aver scoperto l'immortalità, rivolge la sua attenzione ai viaggi nel tempo, creando una serie di wormhole collegati al suo villaggio dell'Europa orientale, consentendogli di accedere a qualsiasi tempo e luogo. Usa quindi questi portali per condurre altri esperimenti scientifici.
La serie è stata trasmessa per la prima volta negli Stati Uniti su Adult Swim dal 27 giugno 2010 al 25 marzo 2012, per un totale di 19 episodi ripartiti su due stagioni.

## Episodi
| Stagione         | Episodi | Prima TV USA | Prima TV Italia |
| ---------------- | ------- | ------------ | --------------- |
| Prima stagione   | 9       | 2010         | inedita         |
| Seconda stagione | 10      | 2012         | inedita         |

## Personaggi e doppiatori

### Personaggi principali
- Dr. Victor Frankenstein, doppiato da Jeff Bryan Davis.
- Professor Sanguinaire Polidori, doppiato da Scott Adsit.
- Elizabeth Frankenstein, doppiata da Britta Phillips.

### Personaggi ricorrenti
- Conte Dracula, doppiato da Chris Shearer.
- Mostro di Frankenstein, doppiato da Scott Adsit.
- Igor, doppiato da Tigger Stamatopoulos.
- Blanket Jackson, doppiato da Mark Rivers.
- Heinrich Frankenstain e Gustav Frankenstain, doppiati da Mark Rivers e Scott Adsit.
- Stewart Lawrence, doppiato da Jay Johnston.
- Joe Yunger, doppiato da Joe Unger.
- La Mummia, doppiato da Dino Stamatopoulos.

### Personaggi secondari
- Dr. Jekyll e Mr. Hyde, doppiati da Dan Harmon.
- Mohandas K. Gandhi, doppiato da Mark Rivers.
- Madre Teresa, doppiata da Dino Stamatopoulos.
- Trio Vampiro.
- La Morte, doppiato da Dino Stamatopoulos.

## Trasmissione internazionale
- 27 giugno 2010 negli Stati Uniti su Adult Swim;
- 2010 in Canada su G4;[1]
- 22 gennaio 2012 in Russia su 2x2.